# Ija Sergeevna Savvina
Ija Sergeevna Savvina (in russo Ия Сергеевна Саввина?; Voronež, 2 marzo 1936 – Mosca, 27 agosto 2011) è stata un'attrice sovietica.
Artista del Popolo dell'Unione Sovietica nel 1990, ha ottenuto nel 1983 il Premio di Stato dell'URSS.

## Filmografia parziale
- La signora dal cagnolino (Dama s sobačkoj), regia di Iosif Chejfic (1960)
- Krotkaja, regia di Aleksandr Borisov  (1960)
- Storia di Asja Kljačina che amò senza sposarsi (Istorija Asi Kljačinoj, kotoraja ljubila, da ne vyšla zamuž), regia di Andrej Končalovskij (1966)
- Anna Karenina, regia di Aleksandr Zarchi (1967)
- Vinni-Puch, regia di Fëdor Chitruk (1969)
- Sjužet dlja nebol'šogo rasskaza, regia di Sergej Jutkevič (1969)
- Vinni-Puch idët v gosti, regia di Fëdor Chitruk (1971)
- Krasnyj diplomat, regia di Semёn Aranovič (1971)
- Mesjac avgust, regia di Vadim Michajlov (1971)
- Vinni-Puch i den' zabot, regia di Fëdor Chitruk (1972)
- Dnevnik direktora školy, regia di Boris Frumin (1975)
- Majakovskij smeёtsja, regia di Anatolij Karanovič e Sergej Jutkevič (1975)
- Marka strany Gondelupy, regia di Julij Fajt (1977)
- Smjatenie čuvstv, regia di Pavel Arsenov (1977)
- Garaž, regia di Ėl'dar Rjazanov (1979)
- Slëzy kapali, regia di Georgij Danelija (1983)